# Vocal trance
Vocal trance är en subgenre till trance som särskiljer sig från vanlig trance genom att innehålla sång, ofta av en kvinnlig sångare. Låtarna är även av mer melodisk karaktär än typisk trance. Generellt innebär det att låten börjar som en typisk trancelåt i ett intro som omfattar ca 20% av den totala speltiden (normalt är en låt >5min), därefter följer inledande sång. Någon gång efter mitten av låten brukar omgivande instrument tystas ner för att fokus skall ligga på sångrefrängen. Det är inte helt ovanligt att populära trancelåtar finns både i en vanlig version samt i en vocal-version, dessutom förekommer i princip alltid tiotals eller fler olika mixar och remixar för populära låtar. Detta är dock inget exklusivt för just denna genren men en och samma originallåt kan låta väldigt olika beroende på vilken specifik remix man lyssnar på. I praktiken finns det ingen artist eller grupp som endast gör vocal trance, utan merparten av all vocal trance görs styckvis av DJ:ar och grupper som skapar annan trance-musik. 
En vocal trance-låt behöver inte vara exklusivt skriven utan i många fall är det snarare en efterkonstruktion till en befintlig låt. I vissa fall görs även vocal trance-låtar på redan befintliga sånger som inte ens har någon anknytning till trance genren. Viktigt att poängtera är dock att en trance-låt som innehåller enstaka ord eller mycket korta upprepande meningar generellt inte bör betraktas som en vocal-trance låt.
På senare år (efter 2004) har det även vuxit fram en undergenre till vocal trance som man brukar kalla för trancepop. Detta har vuxit fram mycket som en del av försöket till kommersialisering av trance, där större DJ:ar har en strävan att nå en ännu större publik.    

## Exempel

### Låtar
Typisk vocal trance:
- Dash Berlin - Never Cry Again (Jorn van Deynhoven Remix)
- Filo & Peri Feat Audrey Gallagher - This Night (original mix)
- Armin van Buuren feat. Winter Kills - Take A Moment
- Bobina feat Betsie Larkin - You belong to me

Vocal trance skapad med icke trancebaserad originallåt:
- Laura Jansen - Use Somebody (Armin van Buuren remix)

Trancepop:
- Armin van Bureen - This Light between us (Ft. Christian Burns)
- Above & Beyond feat. Richard Bedford "Sun & Moon"

### Artister
- 4 Strings
- Oceanlab
- Armin van Buuren
- DJ Tiesto
- Dash Berlin
- Above and Beyond
- ATB
- Chicane
- Aly & Fila